# 五十棲辰男
五十棲 辰男（いそずみ たつお、1928年（昭和3年）4月28日 - 2010年（平成22年）11月26日）は、京都府長岡京市出身の政治家。長岡京市長を務めた。社会福祉法人長岡京せいしん会の特別養護老人ホーム天神の杜の理事長。京都市立第一工業学校（のち京都市立洛陽工業高等学校）卒業。

## 経歴
京都市立第一工業学校を経て、
1966年（昭和41年）長岡町農業委員会委員、1967年（昭和42年）長岡京市議会選挙で初当選。1979年（昭和54年）に自民党から長岡京市長選挙へ出馬し初当選を果たした。
3期12年の市長在任期間中は基金設立等による地下水の保全かん養などをして、1991年に3期目の任期満了をもって引退した。
2010年11月26日、急性腎不全のため長岡京市の病院で死去。82歳没。

## 主な受賞歴
- 水源功績者受賞（1991年）
- 長岡京市文化賞「文化功労賞」（1996年）

## 備考
- 市長退職後、当時の内閣官房長官・野中広務とたびたび会っている。

## 著書
- 「勝龍寺城今昔物語」